# Die Spur des Wolfes
Die Spur des Wolfes (Originaltitel: Il richiamo del lupo) ist ein 1974 nach dem mehrfach verfilmten Buch Ruf der Wildnis von Jack London entstandener Abenteuerfilm, den Gianfranco Baldanello unter Pseudonym inszenierte. Im deutschen Sprachraum wurde er im DDR-Fernsehen am 2. Februar 1985 erstmals gezeigt. Alternativtitel ist Der Ruf des Wolfes.

## Handlung
Der zehnjährige Jim und seine ältere Schwester Mary verlieren ihren Vater auf der 100-Meilen-Reise nach Dawson City, während sie in einer Hütte Schutz suchen. Der Halbwolf Buck, den Jim einst aus einer Falle befreite, begleitet sie; er wurde von seinem Besitzer ausgesetzt und führte in der Wildnis ein Rudel Wölfe. Von Zeit zu Zeit kehrt er zu Jim zurück, um ihm und seiner Schwester zu helfen.
Jim und Mary erreichen Klondike, wo sie mit dem aufbrausenden, tyrannischen Großgrundbesitzer William Bates aneinandergeraten. Dank der neu entstandenen Freundschaft zu John Conoco, Sonia und Charlie sowie erneut mit Bucks Hilfe entgehen sie den Fallen und Gemeinheiten Bates’, als sie die Herausgabe der Zeitung „Dawson City Nugget“ von ihrem Vater übernehmen; schließlich können sie Bates und seine Leute ausschalten. Das Städtchen kann eine bessere Zukunft beginnen.

## Kritik
„Die Neuerungen in erzählerischer und filmischer Form reichen nicht aus, um diese neuerliche Verfilmung zu rechtfertigen, es reicht aber dank der hervorragenden Leistung des vermenschlichten Hundes dazu aus, das Zielpublikum – wohl vor allem Kinder – abenteuerlich zu unterhalten“, so die italienische Kritik.

## Bemerkungen
Joan Collins singt das Filmlied „The Sound of the Wild“.
Unterschiedliche Versionen führen auch sehr fantasievoll klingende Pseudonyme für die Beteiligten auf.